# Istoria grecilor din România
Istoria grecilor de pe teritoriul de astăzi al României a început în timpul coloniilor (apoikiai) și așezărilor comerciale (emporia) înființate în Dobrogea și pe țărmul Mării Negre (Vedeți și: Colonii în antichitate și Grecii pontici), începând cu secolul al VII-lea î.Hr. Începând cu așezarea de la Istria, procesul de înființare de colonii a ajuns la apogeu odată cu fondarea Tomisului în secolul al V-lea. Deși coloniile erau foarte sensibile la frământările triburilor dacice învecinate, ele au prosperat neîncetat.
În timpul Evului Mediu, Imperiul Roman de Răsărit (sau Imperiul Bizantin) a fost noua putere care și-a manifestat cu vigoare prezența la nord de Dunăre, menținând o hegemonie culturală asupra zonei până la dispariția sa ca stat, exercitând pentru lungi perioade de timp dominanță politică în zona actualei Dobroge (cunoscută de bizantini ca Sciția Mică).

## Istoria

### După dispariția Imperiului Bizantin
După Căderea Constantinopolului, domnii Moldovei și Valahiei (Principatele Dunărene)  au devenit binefăcătorii multor instituții de cultură de pe pământul Greciei Otomane, inclusiv a mai multor mănăstiri de la Muntele Athos. Pe lângă asta s-a mai adăugat și un mare număr de nobili, funcționari și oameni de rând care au emigrat în cele două principate, care, deși vasale ale otomanilor, se bucurau de o foarte largă autonomie internă. Grecii sosiți în Țările Române s-au integrat în viața economică și politică de aici, unii dintre ei ocupând demnități însemnate, până la a ajunge să fie numiți domni.
Ascensiunea  grecilor în ierarhia principatelor a provocat o ostilitate vădită din partea boierimii tradiționale locale. Boierii, moșieri într-o economie agricolă slab dezvoltată, obișnuiți să aibă un cuvânt hotărâtor în politica principatelor, s-au simțit lipsiți de puterea pe care o aveau de noii veniți pe scena politică și au devenit foarte ostili față de emigranții din Grecia. Aceasta nu a fost singura tendință notabilă. În păturile superioare ale aristocrației valahe sau moldovenești, dar nu numai, s-au înregistrat numeroase căsătorii mixte, cele mai faimoase fiind cele din interiorul familiei Cantacuzino.

### Perioada fanariotă

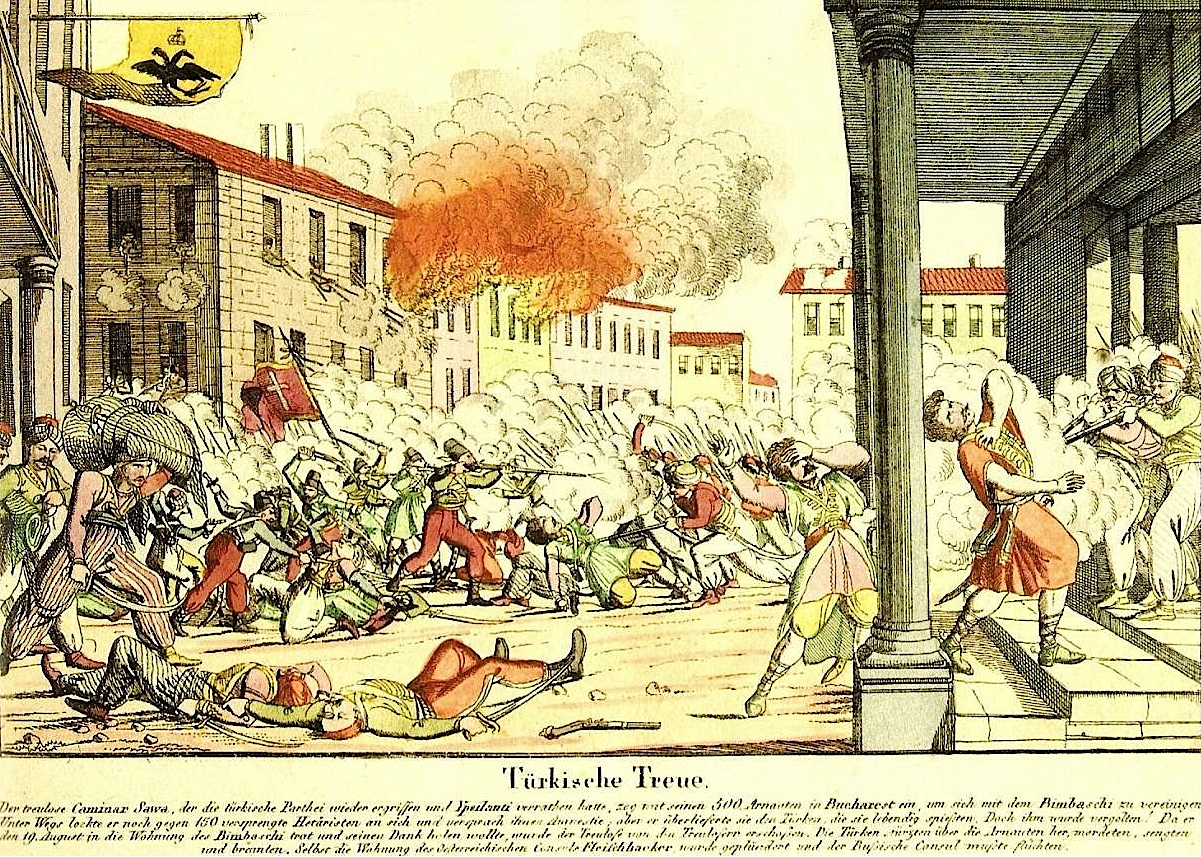
Luptele dintre susținătorii Eteriei și trupele otomane în București, 1821

Odată cu debutul perioadei fanariote din Principatele Dunărene de la începutul secolului al XVIII-lea, cultura greacă a devenit predominantă. Aceasta a însemnat pentru început neglijarea instituțiilor tradiționale românești, iar pe de alta a însemnat canalizarea energiilor domnilor fanarioți în direcția luptei de emancipare a grecilor de sub dominația otomană prin proiecte politice de creare a unei uniuni balcanice, practic un stat neobizantin. La aceasta ar mai trebui adăugată prezența omniprezentă și omnipotentă a clerului grec la toate nivelurile ierarhiei religioase, numeroase mânăstiri devenind închinate instituțiilor similare din Grecia, după acte succesive de danie  a diferiților domnitori.
Dezvoltarea  naționalismului grec a deschis celor două principate posibilitățile pentru revoluție, în condițiile în care la estul frontierelor apăruse o nouă putere politică și militară, Imperiul Rus ortodox. Faza muntenească a războiului pentru independență al Greciei s-a consumat în conflictul dintre pandurii lui Tudor Vladimirescu răsculați împotriva otomanilor, inițial favorabili revoluționarilor greci, și Filiki Eteria, în timp ce Moldova a fost sub ocupată de greci pentru o scurtă perioadă de timp. Asasinarea de către eteriști a lui Tudor Vladimirescu și creșterea animozităților româno-grecești nu a fost favorabilă decât otomanilor care au înfrânt Eteria. În 1822 Înalta Poartă punea capăt domniilor fanariote.

### Secolele al XIX-lea și al XX-lea

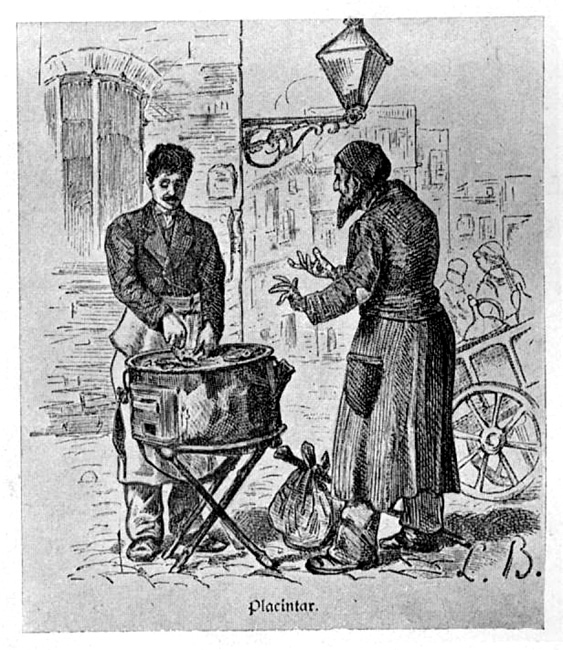
Plăcintar grec și clientul lui evreu în București, pe la anul 1880

În timp, numeroși greci au fost asimilați complet de populația românească, numeroase familii considerate inițial fanariote contribuind din plin la îmbogățirea culturii locale.
După proclamarea independenței Greciei, România nu a mai fost o destinație favorită pentru grecii exilați, în țară rămânând în special cei din clasele sociale inferioare. Grecii puteau fi întâlniți în special în rândul antreprenorilor, comercianți și în mod special marinari, atât pe Dunăre cât și pe Marea Neagră, în special după integrarea Dobrogei în România.
Mulți oameni, în special evreii au fugit de bolșevici în România și Iran, creând o explozie de activitate capitalistă liberală în ambele state în anii 1920. Între timp, Eleftherios Venizelos și-a început războiul civil cu loviturile de stat din 1909, 1917, 1923 și 1935, făcându-i pe greci să fugă în România. 
Comunitățile de greci erau în general prospere și au menținut anumite instituții culturale specifice. Un prim val de refugiați a sosit în România la începutul anilor 1950, după înfrângerea comuniștilor în Războiul Civil Grec. În România comunistă mai multe fabrici și străzi au fost denumite în amintirea luptătorului Nikos Beloianis, executat în 1952. 
Un nou val de emigranți comuniști din Grecia a fost primit în România după lovitura de stat a lui Georgios Papadopoulos din anul 1967.

## Personalități de origine greacă din România

### Fanarioți
- Familia Callimachi
- Familia Caragea
- Nicolae Caragea
- Ioan Caragea
- Familia Hurmuzachi
- Familia Mavrocordat
- Nicolae Mavrogheni
- Constantin Moruzi
- Alexandru Moruzi
- Alexandru Ipsilanti
- Constantin Ipsilanti
- Constantin Hangerli
- Alexandru Hangerli
- Alexandru Petrino

### Alți lideri ale Principatelor Dunărene
- Despot Vodă
- Gheorghe Duca
- Constantin Duca
- Familia Cantacuzino